# Конкакафов шампионат 1973.
Конкакафов шампионат 1973. (фр. Championnat de la CONCACAF 1973 шп.  енгл. NORCECA) било је шесто издање првенства КОНКАКАФ, фудбалског првенства Северне Америке, Централне Америке и Кариба (КОНКАКАФ), одржано је у Порт о Пренсу, на Хаитију од 29. новембра до 18. децембра 1973. године. 
Сви мечеви су одиграни на стадиону Силвио Катор у Порт о Пренсу. Ово је прво издање које се користило и као квалификације за Светско првенство. Хаити је по први пут постао победник у региону Конкакафа и квалификовао се за Западну Немачку '74. Зони Северне, Централне Америке и Кариба додељено је 1 место (од 16) на Светском првенству.

## Стадиони
| Порт о Пренс |                      |
| Порт о Пренс | Порт о Пренс         |
| ------------ | -------------------- |
| Порт о Пренс | Стадион Силвио Катор |
| Порт о Пренс | Капацитет: 15.000    |
| Порт о Пренс |                      |

## Финални турнир
| Pos | Тим               | О | П | Н | И | ГД | ГП | ГР  | Бод. | Qualification           |
| --- | ----------------- | - | - | - | - | -- | -- | --- | ---- | ----------------------- |
| 1   | Хаити             | 5 | 4 | 0 | 1 | 8  | 3  | +5  | 8    | Светско првенство 1974. |
| 2   | Тринидад и Тобаго | 5 | 3 | 0 | 2 | 11 | 4  | +7  | 6    |                         |
| 3   | Мексико           | 5 | 2 | 2 | 1 | 10 | 5  | +5  | 6    |                         |
| 4   | Хондурас          | 5 | 1 | 3 | 1 | 6  | 6  | 0   | 5    |                         |
| 5   | Гватемала         | 5 | 0 | 3 | 2 | 4  | 6  | −2  | 3    |                         |
| 6   | Холандски Антили  | 5 | 0 | 2 | 3 | 4  | 19 | −15 | 2    |                         |

| Хондурас                                      | 2 : 1 | Тринидад и Тобаго |
| --------------------------------------------- | ----- | ----------------- |
| Рубен Гифаро 33’ · Оскар Роландо Ернандез 51’ |       | Стив Дејвид 61’   |

| Мексико | 0 : 0 | Гватемала |
| ------- | ----- | --------- |
|         |       |           |

| Хаити                                       | 3 : 0 | Холандски Антили |
| ------------------------------------------- | ----- | ---------------- |
| Емануел Санон 25’, 61’ · Жан Клод Дезир 29’ |       |                  |

| Хондурас         | 1 : 1 | Мексико                    |
| ---------------- | ----- | -------------------------- |
| Рубен Гифаро 54’ |       | Хорасио Лопез Салгадо] 73’ |

| Хаити                                 | 2 : 1 | Тринидад и Тобаго |
| ------------------------------------- | ----- | ----------------- |
| Емануел Санон 9’ · Роџер Сент Вил 88’ |       | Стив Дејвид 14’   |

| Холандски Антили                         | 2 : 2 | Гватемала                          |
| ---------------------------------------- | ----- | ---------------------------------- |
| Аделберт Топенберг 18’ · Зигфрид Шуп 75’ |       | Хорхе Ролдан 6’ · Рене Моралес 63’ |

| Хаити           | 1 : 0 | Хондурас |
| --------------- | ----- | -------- |
| Гај Сан Вил 59’ |       |          |

| Мексико | 8 : 0 | Холандски Антили |
| --- | ----- | ---------------- |
| Хорасио Лопез Салгадо 10’, 76’ · Октавио Мусињо 32’, 45’, 46’, 82’ · Ектор Пулидо 35’ · Мануел Лапуенте 78’ |       |                  |

| Тринидад и Тобаго | 1 : 0 | Гватемала |
| ----------------- | ----- | --------- |
| Стив Дејвид 30’   |       |           |

| Хондурас                            | 2 : 2 | Холандски Антили                                           |
| ----------------------------------- | ----- | ---------------------------------------------------------- |
| Роберто Соза 33’ · Рубен Гифаро 50’ |       | Ригналд Алфонсо Клеменсија 62’ · Ерол Максимо Сен Јаго 73’ |

| Хаити                  | 2 : 1 | Гватемала             |
| ---------------------- | ----- | --------------------- |
| Емануел Санон 28’, 72’ |       | Бенјанин Монтеросо 4’ |

| Тринидад и Тобаго                                               | 4 : 0 | Мексико |
| --------------------------------------------------------------- | ----- | ------- |
| Евералд Камингс 35’, 39’ · Стив Дејвид 52’ · Ворен Арчибалд 62’ |       |         |

| Хондурас                      | 1 : 1 | Гватемала        |
| ----------------------------- | ----- | ---------------- |
| Хорхе Алберто Бран Гевара 15’ |       | Хуан Бенегас 83’ |

| Тринидад и Тобаго                                      | 4 : 0 | Холандски Антили |
| ------------------------------------------------------ | ----- | ---------------- |
| Стив Дејвид 16’, 51’, 62’ · Зигфрид Брункен 33’ (а.г.) |       |                  |

| Хаити | 0 : 1 | Мексико          |
| ----- | ----- | ---------------- |
|       |       | Енрике Борха 30’ |

Хаити се квалификовао за Светско првенство 1974. у Западној Немачкој.

### Достигнућа
| Најбољи играч | Победник Конкакафовог шампионата 1973. Хаити] 1° титула | Најбољи стрелац Стив Дејвид (7. голова) |